# Liste der Naturdenkmale in Rodenbach (Westpfalz)
Die Liste der Naturdenkmale in Rodenbach nennt die im Gemeindegebiet von Rodenbach ausgewiesenen Naturdenkmale (Stand 2. April 2013).

## Naturdenkmale
| Nr.         | Bezeichnung                 | Lage                                                    | Beschreibung                                                              | Bild                                    |
| ----------- | --------------------------- | ------------------------------------------------------- | ------------------------------------------------------------------------- | --------------------------------------- |
| ND-7335-249 | Kesselbrunnen               | südlich des Ortes am Wasserhaus Lage                    | gefasste Quelle am Südrand des Naturschutzgebietes Rodenbacher Bruch      | Direkt Bild zu diesem Denkmal hochladen |
| ND-7335-250 | Hungerpfuhl                 | südöstlich des Ortes und des Forsthauses Rodenbach Lage | Sumpffläche mit Weiher; flächenhaftes Naturdenkmal                        | mehr Fotos \| Fotos hochladen           |
| ND-7335-283 | Dorflinde                   | Rathausstraße, Ecke Turmstraße Lage                     | Tilia sp.                                                                 | mehr Fotos \| Fotos hochladen           |
| ND-7335-287 | Lindenallee mit alter Eiche | südöstlich des Ortes am Forsthaus Rodenbach Lage        | Tilia cordata, mehrere Bäume, mit Quercus robur, angeblich 1676 gepflanzt | Fotos hochladen                         |